# Phoenix Suns 2023-2024
Questa voce raccoglie le informazioni riguardanti i Phoenix Suns nella stagione NBA 2023-2024.

## Stagione
Quella del 2023-2024 è la 56ª stagione della franchigia nella NBA, così come la 31ª al Footprint Center. È anche la prima stagione completa sotto il gruppo di proprietà guidato da Mat Ishbia e Justin Ishbia dopo che i fratelli hanno acquistato la squadra la stagione precedente l'8 febbraio 2023. È diventata anche la prima stagione dalla stagione 1971-1972 senza che Al McCoy trasmettesse le partite. affatto, con lui che ha annunciato il suo ritiro dopo la fine dei playoff NBA del 2023. Non solo, ma è stata anche la prima stagione in cui i Suns hanno spostato i loro servizi di trasmissione da Bally Sports Arizona (precedentemente denominata FSN Arizona e Fox Sports Arizona) nel 2003 a più reti televisive con sede in Arizona che trasmettevano simultaneamente partite attraverso le reti locali di proprietà della Gray Television KTVK, Arizona's Family Sports tramite più reti locali e KOLD-TV (solo nella regione di Tucson) insieme a un servizio di abbonamento esagerato chiamato "Suns Live" creato da Kiswe. Questa è diventata anche la prima stagione dalla stagione 2018-2019 senza che l'allenatore Monty Williams allenasse la squadra dopo una seconda deludente uscita consecutiva al secondo turno per loro, poiché è stato licenziato il 13 maggio 2023, nonostante avesse il primo record di vittorie della squadra come capo allenatore in una stagione dai tempi di Jeff Hornacek, il primo record assoluto di vittorie e il primo allenatore a raggiungere i playoff dai tempi di Alvin Gentry, il primo vincitore del premio NBA Coach of the Year dai tempi di Mike D'Antoni, e il primo allenatore capo dai tempi di Paul Westphal (e terzo assoluto insieme a John MacLeod) per allenare nelle NBA Finals, pur avendo ancora un'altra stagione rimasta sul suo contratto originale.
Il 6 giugno, i Suns hanno deciso di assumere Frank Vogel (un precedente allenatore vincitore del campionato nelle NBA Bubble Finals del 2020) contro i finalisti Doc Rivers (che aveva già vinto le NBA Finals nel 2008) e l'allenatore associato Kevin Young (che ha mantenuto il suo lavoro con in mente un nuovo aumento di stipendio), con l'ufficializzazione del suo nuovo staff tecnico il 21 giugno. Il 24 giugno, i Suns hanno scambiato con i Washington Wizards per acquisire la guardia tiratrice 3 volte All-Star Bradley Beal (insieme a Jordan Goodwin e Isaiah Todd) in cambio della guardia tiratrice 12 volte All-Star Chris Paul, della guardia tiratrice Landry Shamet, sei secondi round, quattro scambi di scelte al primo round e considerazioni in denaro, sebbene l'accordo sia stato successivamente considerato parte di un accordo a tre che includeva anche gli Indiana Pacers. Questo è diventato il secondo scambio della squadra per un giocatore di qualità da star in quattro mesi dopo aver precedentemente scambiato per 13 volte NBA All-Star e 2 volte MVP delle finali NBA Kevin Durant durante la stagione precedente a febbraio. Durante il mese di luglio, i Suns hanno effettuato altre tre operazioni allo scopo di ottenere più capitale. Il 27 settembre, prima dell'inizio del training camp, i Suns scambiarono il centro Deandre Ayton e il debuttante Toumani Camara con i Portland Trail Blazers in un accordo a tre che mandò la 7 volte guardia degli All-Star Portland Trail Blazers Damian Lillard ai Milwaukee Bucks in cambio del centro di Portland Jusuf Nurkić, le guardie Nassir Little e Keon Johnson e la guardia tiratrice di Milwaukee Grayson Allen.
All'inizio della stagione, i Suns hanno affrontato un inizio difficile, poiché la squadra ha incontrato un inizio difficile segnato da un record di 4–6, in gran parte attribuito alla loro scarsa prestazione nel quarto trimestre della maggior parte delle partite. Ciononostante, la squadra riuscì a riprendersi mirabilmente, lanciandosi in una serie di sette vittorie consecutive dopo la sconfitta contro gli Oklahoma City Thunder del 12 novembre. È interessante notare che questa serie di vittorie si è verificata in un periodo in cui il loro formidabile trio, noto come The I Big 3 erano assenti e non hanno partecipato contemporaneamente a nessuna partita insieme. Nonostante abbiano iniziato la loro partecipazione congiunta alle partite il 13 dicembre, a quasi un terzo dell'inizio della stagione, il triumvirato composto da Devin Booker, Kevin Durant e Bradley Beal ha finalmente messo in mostra le proprie capacità di collaborazione quando tutti e tre i giocatori di punta hanno finalmente onorato una partita insieme, anche se la loro partnership fu di breve durata, dopo aver incontrato una fine improvvisa durante la loro seconda uscita quando un'unità coesa si concluse prematuramente. Dopo aver sperimentato nuovamente un record di sconfitte dannose il giorno di Natale, seguito successivamente da una prestazione nella media il 27 dicembre, il triumvirato formato da Booker, Durant e Beal alla fine ha fatto una rimonta trionfante, assicurandosi la prima vittoria collettiva dopo 31 partite nella stagione regolare. . Di conseguenza, mentre l'anno volgeva al termine, il culmine ha portato la squadra a concludere il 2023 con un record rispettabile di 17-15.
Una volta entrati nel 2024, i Suns avrebbero visto alcuni miglioramenti significativi con se stessi, principalmente con i loro Big 3 di Devin Booker, Kevin Durant e Bradley Beal che avrebbero visto più tempo giocando insieme. Prima di entrare nella scadenza commerciale del 2024, i Suns sono migliorati fino a raggiungere un record di 30-21 pari al quinto posto nella Western Conference, con momenti degni di nota durante quel periodo tra cui un'altra serie di 7 vittorie consecutive a gennaio, un periodo di sei partite consecutive (e sette di 10 partite) in cui Devin Booker o Kevin Durant (o Bradley Beal al suo ritorno a Washington a febbraio) avrebbero segnato almeno 40 punti in una partita (incluso il secondo punteggio di Booker da 60+ nella sua carriera), e più tratti in cui il I Suns sono tornati da più di 20 punti di deficit per vincere nonostante in quel momento stessero ancora affrontando problemi nel quarto quarto. Alla scadenza commerciale dell'8 febbraio 2024, i Suns hanno effettuato uno scambio a tre squadre con i Brooklyn Nets e i Memphis Grizzlies dove Phoenix ha acquisito l'attaccante dei Nets Royce O'Neale e l'ala dei Grizzlies David Roddy insieme a uno scambio di scelte al primo turno del 2026 da Memphis in cambio di per lo più acquisizioni di free agent dall'inizio della stagione come Keita Bates-Diop, Jordan Goodwin, Chimezie Metu, Yuta Watanabe e tre delle quattro rimanenti scelte del secondo turno dei Suns che avevano in quel momento.

## Draft
| Giro | Scelta | Giocatore      | Ruolo | Nazionalità | Università/Squadra |
| ---- | ------ | -------------- | ----- | ----------- | ------------------ |
| 2    | 52     | Toumani Camara | AG    | Belgio      | Dayton Flyers      |

I Suns sono entrati in questo draft con solo una scelta al secondo giro dopo aver scambiato la loro scelta al primo giro per acquisire Kevin Durant durante la stagione precedente. Con la 52ª scelta, i Suns hanno scelto l'ala belga Toumani Camara, che originariamente giocava per l'Università della Georgia prima di trasferirsi all'Università di Dayton al termine della sua seconda stagione. Durante la sua permanenza a Dayton, Camara ha fatto parte dell'All-Atlantic 10 Third Team nel suo anno da junior prima di entrare sia nell'All-Atlantic 10 First Team che nell'Atlantic 10 All-Defensive Team nel suo ultimo anno. Camara ha firmato un contratto quadriennale, parzialmente garantito, a livello di rookie il 3 luglio, con anni successivi alla sua prima stagione garantiti in seguito tramite la sua produzione con la squadra. Il 27 settembre, Camara fu ceduto insieme a Deandre Ayton ai Portland Trail Blazers in un accordo a tre che vide anche l'invio della guardia dei Trail Blazers Damian Lillard ai Milwaukee Bucks.

## Roster
| \| Pos. \| Num. \| Naz. \| Nome \| Altezza \| Peso \| Data nascita \| Provenienza \| \| ----- \| ---- \| ------------------------------------------------- \| -------------------- \| ------- \| ------ \| ------------ \| ----------------- \| \| G \| 8 \| Stati Uniti (bandiera) \| Allen, Grayson \| 193 cm \| 90 kg \| 08-10-1995 \| Duke \| \| AG/C \| 27 \| Nigeria (bandiera) · Stati Uniti (bandiera) \| Azubuike, Udoka (TW) \| 211 cm \| 122 kg \| 17-09-1999 \| Kansas \| \| G \| 3 \| Stati Uniti (bandiera) \| Beal, Bradley \| 193 cm \| 94 kg \| 30-10-1996 \| Florida \| \| AG/C \| 11 \| Sudan del Sud (bandiera) · Stati Uniti (bandiera) \| Bol, Bol \| 221 cm \| 100 kg \| 16-11-1999 \| Oregon \| \| G \| 1 \| Stati Uniti (bandiera) \| Booker, Devin \| 198 cm \| 93 kg \| 30-10-1990 \| Kentucky \| \| AP/AG \| 35 \| Stati Uniti (bandiera) \| Durant, Kevin \| 211 cm \| 109 kg \| 29-09-1988 \| Texas \| \| AG/C \| 14 \| Stati Uniti (bandiera) \| Eubanks, Drew \| 208 cm \| 111 kg \| 01-02-1997 \| Oregon State \| \| G \| 23 \| Stati Uniti (bandiera) · Bahamas (bandiera) \| Gordon, Eric \| 191 cm \| 98 kg \| 25-12-1988 \| Indiana \| \| G/AP \| 10 \| Stati Uniti (bandiera) \| Lee, Damion \| 198 cm \| 95 kg \| 21-10-1992 \| Louisville \| \| P \| 38 \| Stati Uniti (bandiera) \| Lee, Saben (TW) \| 188 cm \| 83 kg \| 23-06-1999 \| Vanderbilt \| \| G/AP \| 25 \| Stati Uniti (bandiera) \| Little, Nassir \| 198 cm \| 100 kg \| 11-02-2000 \| North Carolina \| \| C \| 20 \| Bosnia ed Erzegovina (bandiera) \| Nurkić, Jusuf \| 213 cm \| 132 kg \| 23-08-1994 \| Bosnia Erzegovina \| \| G \| 2 \| Nigeria (bandiera) · Stati Uniti (bandiera) \| Okogie, Josh \| 193 cm \| 97 kg \| 01-09-1998 \| Georgia Tech \| \| AP \| 00 \| Stati Uniti (bandiera) \| O'Neale, Royce \| 198 cm \| 103 kg \| 05-06-1993 \| Baylor \| \| AP/AG \| 21 \| Stati Uniti (bandiera) \| Roddy, David \| 193 cm \| 116 kg \| 27-03-2001 \| Colorado State \| \| P \| 4 \| Stati Uniti (bandiera) \| Thomas, Isaiah \| 175 cm \| 84 kg \| 07-02-1989 \| Washington \| \| AP/AG \| 12 \| Stati Uniti (bandiera) · Uganda (bandiera) \| Wainright, Ish (TW) \| 196 cm \| 113 kg \| 12-09-1994 \| Baylor \| \| AG \| 30 \| Stati Uniti (bandiera) \| Young, Thaddeus \| 203 cm \| 102 kg \| 21-06-1988 \| Georgia Tech \| | Allenatore - Frank Vogel Assistente/i - Dru Anthrop - Quinton Crawford - David Fizdale - John Lucas III - Jon Pastorek - Miles Simon - Greg St. Jean - Kevin Young (socio) Legenda - (C) Capitano - (FA) Free agent - (S) Sospeso - (DP) Scelta non firmata - (GL) Assegnato a squadra NBA G League affiliata - (TW) Contratto Two-way - Infortunato Roster • Transazioni · Ultima transazione: 20 febbraio 2024 |                                                   |                      |         |        |              |                   |
| Pos. | Num. | Naz.                                              | Nome                 | Altezza | Peso   | Data nascita | Provenienza       |
| G | 8 | Stati Uniti (bandiera)                            | Allen, Grayson       | 193 cm  | 90 kg  | 08-10-1995   | Duke              |
| AG/C | 27 | Nigeria (bandiera) · Stati Uniti (bandiera)       | Azubuike, Udoka (TW) | 211 cm  | 122 kg | 17-09-1999   | Kansas            |
| G | 3 | Stati Uniti (bandiera)                            | Beal, Bradley        | 193 cm  | 94 kg  | 30-10-1996   | Florida           |
| AG/C | 11 | Sudan del Sud (bandiera) · Stati Uniti (bandiera) | Bol, Bol             | 221 cm  | 100 kg | 16-11-1999   | Oregon            |
| G | 1 | Stati Uniti (bandiera)                            | Booker, Devin        | 198 cm  | 93 kg  | 30-10-1990   | Kentucky          |
| AP/AG | 35 | Stati Uniti (bandiera)                            | Durant, Kevin        | 211 cm  | 109 kg | 29-09-1988   | Texas             |
| AG/C | 14 | Stati Uniti (bandiera)                            | Eubanks, Drew        | 208 cm  | 111 kg | 01-02-1997   | Oregon State      |
| G | 23 | Stati Uniti (bandiera) · Bahamas (bandiera)       | Gordon, Eric         | 191 cm  | 98 kg  | 25-12-1988   | Indiana           |
| G/AP | 10 | Stati Uniti (bandiera)                            | Lee, Damion          | 198 cm  | 95 kg  | 21-10-1992   | Louisville        |
| P | 38 | Stati Uniti (bandiera)                            | Lee, Saben (TW)      | 188 cm  | 83 kg  | 23-06-1999   | Vanderbilt        |
| G/AP | 25 | Stati Uniti (bandiera)                            | Little, Nassir       | 198 cm  | 100 kg | 11-02-2000   | North Carolina    |
| C | 20 | Bosnia ed Erzegovina (bandiera)                   | Nurkić, Jusuf        | 213 cm  | 132 kg | 23-08-1994   | Bosnia Erzegovina |
| G | 2 | Nigeria (bandiera) · Stati Uniti (bandiera)       | Okogie, Josh         | 193 cm  | 97 kg  | 01-09-1998   | Georgia Tech      |
| AP | 00 | Stati Uniti (bandiera)                            | O'Neale, Royce       | 198 cm  | 103 kg | 05-06-1993   | Baylor            |
| AP/AG | 21 | Stati Uniti (bandiera)                            | Roddy, David         | 193 cm  | 116 kg | 27-03-2001   | Colorado State    |
| P | 4 | Stati Uniti (bandiera)                            | Thomas, Isaiah       | 175 cm  | 84 kg  | 07-02-1989   | Washington        |
| AP/AG | 12 | Stati Uniti (bandiera) · Uganda (bandiera)        | Wainright, Ish (TW)  | 196 cm  | 113 kg | 12-09-1994   | Baylor            |
| AG | 30 | Stati Uniti (bandiera)                            | Young, Thaddeus      | 203 cm  | 102 kg | 21-06-1988   | Georgia Tech      |

## Uniformi
- Casa

| Association |

- Trasferta

| Icon |

- Alternativa

| Statemant |

## Classifiche

### Pacific Division
| Pacific Division      | V  | S  | V%   | PR   | Casa  | Trasf | Div  | PG |
| --------------------- | -- | -- | ---- | ---- | ----- | ----- | ---- | -- |
| y – L.A. Clippers     | 51 | 31 | .622 | 6,0  | 25–16 | 26–15 | 9–7  | 82 |
| x – Phoenix Suns      | 49 | 33 | .598 | 8,0  | 25–16 | 24–17 | 9–9  | 82 |
| x – L.A. Lakers       | 47 | 35 | .573 | 10,0 | 28–14 | 19–21 | 7–10 | 82 |
| pi – Sacramento Kings | 46 | 36 | .561 | 11,0 | 24–17 | 22–19 | 10–7 | 82 |
| pi – G.S. Warriors    | 46 | 36 | .561 | 11,0 | 21–20 | 25–16 | 7–9  | 82 |

### Western Conference
| Western Conference | Western Conference     | Western Conference | Western Conference | Western Conference | Western Conference | Western Conference |
| #                  | Squadra                | V                  | S                  | V%                 | PR                 | PG                 |
| ------------------ | ---------------------- | ------------------ | ------------------ | ------------------ | ------------------ | ------------------ |
| 1                  | c – Oklahoma Thunder * | 57                 | 25                 | .695               | –                  | 82                 |
| 2                  | x – Denver Nuggets     | 57                 | 25                 | .695               | 0,0                | 82                 |
| 3                  | x – Minnesota T'wolves | 56                 | 26                 | .683               | 1,0                | 82                 |
| 4                  | y – L.A. Clippers *    | 51                 | 31                 | .622               | 6,0                | 82                 |
| 5                  | y – Dallas Mavericks * | 50                 | 32                 | .610               | 7,0                | 82                 |
| 6                  | x – Phoenix Suns       | 49                 | 33                 | .598               | 8,0                | 82                 |
|                    |                        |                    |                    |                    |                    |                    |
| 7                  | x – N.O. Pelicans      | 49                 | 33                 | .598               | 8,0                | 82                 |
| 8                  | x – L.A. Lakers        | 47                 | 35                 | .573               | 10,0               | 82                 |
| 9                  | pi – Sacramento Kings  | 46                 | 36                 | .561               | 11,0               | 82                 |
| 10                 | pi – G.S. Warriors     | 46                 | 36                 | .561               | 11,0               | 82                 |
|                    |                        |                    |                    |                    |                    |                    |
| 11                 | Houston Rockets        | 41                 | 41                 | .500               | 16,0               | 82                 |
| 12                 | Utah Jazz              | 31                 | 51                 | .378               | 26,0               | 82                 |
| 13                 | Memphis Grizzlies      | 27                 | 55                 | .329               | 30,0               | 82                 |
| 14                 | San Antonio Spurs      | 22                 | 60                 | .268               | 35,0               | 82                 |
| 15                 | Portland T. Blazers    | 21                 | 61                 | .256               | 36,0               | 82                 |

Note:
- z – Fattore campo per gli interi playoff
- c – Fattore campo per le finali di Conference
- y – Campione della division
- x – Qualificata ai playoff
- p – Qualificata ai play-in
- e – Eliminata dai playoff
- * – Leader della division

## Risultati

### Preseason
|  | Denota le partite vinte |
|  | Denota le partite perse |

### Regular season
|  | Denota le partite vinte |
|  | Denota le partite perse |

### Play-off
|  | Denota le partite vinte |
|  | Denota le partite perse |

## In-Season Tournament
Questa è la prima stagione regolare in cui tutte le squadre NBA si sfideranno in un torneo di metà stagione a causa dell'implementazione del torneo NBA In-Season 2023. Durante il periodo del torneo in-season, i Suns hanno gareggiato nel Gruppo A della Western Conference, che ha incluso i Memphis Grizzlies, i rivali di lunga data Los Angeles Lakers, gli Utah Jazz e i Portland Trail Blazers. Dopo aver perso la loro prima partita in un torneo stagionale in uno scontro ravvicinato contro i rivali Lakers, i Suns si sono ripresi durante la loro serie di sette vittorie consecutive a novembre con una vittoria ravvicinata sui Jazz per pareggiare la loro differenza di punti. Solo per poi vincere con vittorie più convincenti a doppia cifra sui Trail Blazers e sui Grizzlies, assicurandosi un differenziale di +34 punti per il posto libero della Wild Card. Dopo un iniziale spavento con i New Orleans Pelicans il 24 novembre, quando avevano quasi eguagliato la loro differenza di punti, il punteggio di +34 è stato sufficiente a fare la differenza per i Suns per avanzare come squadra Wild Card della Western Conference. La loro prossima partita nell'evento è il 5 dicembre come rivincita contro i Lakers, che li hanno già battuti due volte all'inizio di questa stagione, e questa partita conta anche come l'81ª partita confermata di ciascuna squadra della stagione regolare. Questa partita si è rivelata anche l'ultima, poiché è finita in modo controverso a causa degli arbitri che hanno concesso un timeout ai Lakers nonostante non avessero il possesso della palla al momento in cui hanno chiamato il timeout, il che ha portato i Lakers a vincere 106–103.

### Girone Ovest A
| P | Franchigia          | G | V | S | PF  | PS  | DP  |
| - | ------------------- | - | - | - | --- | --- | --- |
| 1 | L.A. Lakers         | 4 | 4 | 0 | 494 | 420 | +74 |
| 2 | Phoenix Suns        | 4 | 3 | 1 | 480 | 446 | +34 |
| 3 | Utah Jazz           | 4 | 2 | 2 | 469 | 482 | −13 |
| 4 | Portland T. Blazers | 4 | 1 | 3 | 416 | 455 | −39 |
| 5 | Memphis Grizzlies   | 4 | 0 | 4 | 430 | 486 | −56 |

|                        | LAL     | PHX     | UTA     | POR              | MEM              |
| Los Angeles Lakers     |         | 122–119 | 131–99  | 107–95           | 134–107          |
| Phoenix Suns           | 119–122 |         | 131–128 | 120–107          | 110–89           |
| Utah Jazz              | 99–131  | 128–131 |         | 115–99           | 127–121          |
| Portland Trail Blazers | 95–107  | 107–120 | 99–115  |                  | 115–113 (1 t.s.) |
| Memphis Grizzlies      | 107–134 | 89–110  | 121–127 | 113–115 (1 t.s.) |                  |

## Premi, riconoscimenti e record
- Il 9 agosto 2023, i Phoenix Suns annunciarono che sia il numero 31 di Shawn Marion che il numero 32 di Amar'e Stoudemire sarebbero stati introdotti nella Phoenix Suns Ring of Honor durante questa stagione.[14]
  - Durante il loro debutto casalingo nella stagione regolare contro gli Utah Jazz, il 28 ottobre 2023, i Phoenix Suns hanno svelato la loro "rivisitazione" della Ring of Honor: ogni membro, rappresentato da loro stessi o da familiari, è stato presentato dal nuovo proprietario Mat Ishbia ricevendo da lui stesso degli orologi commemorativi, prima di svelare il nuovo design della Ring of Honor durante l'intervallo. Con questo evento, i Suns si sono assicurati che Tom Chambers, Dan Majerle, Charles Barkley e Steve Nash potessero vedere i loro numeri ritirati dalla squadra, dopo essere stati onorati solo inizialmente.[15] I Suns alla fine hanno vinto la partita 126-104, sebbene quella fosse l'ultima apparizione pubblica di Walter Davis, scomparso pochi giorni dopo per cause naturali il 2 novembre 2023.[16]
  - Il numero di Shawn Marion è stato ritirato il 15 dicembre 2023, durante la partita contro i New York Knicks.[17] A differenza delle precedenti cerimonie di ritiro per la Ring of Honor, questa ha avuto luogo dopo la fine della partita, conclusasi con una brutale sconfitta per 139-122, che ha visto anche l'infortunio di Bradley Beal all'inizio della partita. Tuttavia, alla cerimonia erano presenti la maggior parte dei membri esistenti della Ring of Honor, così come gli ex compagni di squadra di Marion ai Suns, Dirk Nowitzki, e i familiari di Marion come ospiti d'onore.
  - Il numero 32 di Amar'e Stoudemire è stato ritirato il 2 marzo 2024, nella partita contro gli Houston Rockets.[18] Come la maggior parte delle altre cerimonie della Ring of Honor dei Suns, anche questa si è svolta all'intervallo anziché a fine partita, conclusasi con una sconfitta per 119-108 e che ha visto anche gli infortuni di Jusuf Nurkić, Devin Booker e Royce O'Neale, oltre a un'espulsione a sorpresa verso Bradley Beal durante il terzo quarto. Per questa cerimonia della Ring of Honor, alcuni ex compagni di squadra di Stoudemire ai Suns (principalmente dell'era di Seven Seconds Or Less, tra cui i membri della Ring of Honor Steve Nash e Shawn Marion) hanno celebrato la cerimonia insieme alla moglie e ai quattro figli di Stoudemire.
- Dopo la conclusione dell'NBA In-Season Tournament 2023, Kevin Durant è stato nominato membro della prima squadra All-Tournament l'11 dicembre 2023.[19]
- Il 7 marzo 2024, è stato confermato che i Phoenix Suns ospiteranno l'NBA All-Star Game 2027, la loro quarta partecipazione all'NBA All-Star Game dopo le edizioni del 2009, 1995 e 1975.[20]
- Il 5 aprile 2024, l'ex giocatore dei Suns Walter Davis si è unito all'ex giocatore dei Suns Vince Carter e all'ex All-Star delle Phoenix Mercury Michele Timms come membri onorari della Naismith Basketball Hall of Fame per la classe del 2024.[21]
- Il 22 maggio 2024, sia Kevin Durant che Devin Booker sono stati nominati nell'All-NBA Team per la loro costante produzione e per aver raggiunto il nuovo standard di qualità di almeno 65 partite giocate in questa stagione.[22][23] Durant è stato nominato nell'All-NBA Second Team per la quinta volta in carriera (la sua undicesima selezione All-NBA assoluta), oltre a essere la sua prima partecipazione con i Suns. Per quanto riguarda Booker, si è qualificato a malapena sopra Jaylen Brown per il posto finale nell'All-NBA Third Team, che sarebbe il suo secondo riconoscimento All-NBA Team dopo quello All-NBA First Team nel 2022.[24] Questa è ora diventata la dodicesima coppia di compagni di squadra ad essere nominata nell'All-NBA Team nella stessa stagione.[25]

### Della settimana/del mese
- Il 27 novembre 2023, Devin Booker ha vinto il suo ottavo premio di Giocatore della Settimana (Player of the Week Award), per il periodo dal 20 al 26 novembre 2023. Quella settimana Booker ha segnato una media di 30,3 punti (inclusi 40 punti, il massimo stagionale, in una partita del torneo In-Season contro i Memphis Grizzlies), 7,8 assist, 5,3 rimbalzi e 1,5 palle rubate a partita, durante una settimana perfetta con un record di 4-0. Booker detiene il record di franchigia per il maggior numero di riconoscimenti di Giocatore della Settimana.[26]
- Il 22 gennaio 2024, Kevin Durant ha vinto il suo primo premio di Giocatore della Settimana con i Suns (32° in assoluto), per il periodo dal 15 al 21 gennaio 2024. Durante quella settimana, Durant ha registrato una media di 31,0 punti con il 60,0% dal campo (47,6% da tre punti), 6,3 rimbalzi e 2,3 stoppate a partita, in una settimana perfetta con un record di 3-0, inclusa una partita record in cui ha messo a segno 40 punti senza tentare un solo tiro libero. Durant si classifica al terzo posto per il maggior numero di riconoscimenti di Giocatore della Settimana, dietro Kobe Bryant (33) e LeBron James che ne aveva 67 a quella data.[27] Anche il suo compagno di squadra Devin Booker era stato nominato per questa settimana.[28]
- Una settimana dopo che Kevin Durant si è aggiudicato il premio di Giocatore della Settimana il 22 gennaio, Devin Booker si è aggiudicato il nono premio di Giocatore della Settimana della sua carriera il 29 gennaio 2024, aggiudicandosi il premio per la settimana dal 22 al 28 gennaio 2024, nonostante i Suns hanno chiuso con un record di 2-2 quella settimana. Durante la settimana, Booker ha segnato una media di 42,0 punti con il 63,9% al tiro da tre punti, il 70,1% al tiro da due punti, il 50,0% al tiro da tre punti e l'82,9% ai tiri liberi; ha inoltre registrato una media di 5,0 rimbalzi e 1,3 palle rubate a partita. La sua partita con il punteggio più basso quella settimana è stata il 22 gennaio con 16 punti in una vittoria di rimonta sui Chicago Bulls, mentre la sua partita con il punteggio migliore è stata il 26 gennaio con 62 punti segnati in una schiacciante sconfitta contro gli Indiana Pacers in una notte che ha visto anche Luka Dončić segnare 73 punti in una vittoria contro gli Atlanta Hawks, anche se Booker e i Suns avrebbero battuto Dončić e i Mavericks il 24 gennaio con Booker che ha iniziato una serie di punteggi superiori ai 40 punti durante quella settimana (e per estensione, continuando una serie che ha visto almeno un giocatore dei Suns segnare almeno 40 punti a partire dal 19 gennaio dallo stesso Booker).[29] Questo non solo estende il record di franchigia di Booker come Giocatore della Settimana, ma con il premio di Giocatore della Settimana assegnato a Kevin Durant la settimana precedente, è la prima volta che i Suns hanno avuto giocatori che hanno vinto il premio per due settimane consecutive da quando Steve Nash lo vinse il 21 e 28 gennaio 2007.[30]
- Tre giorni dopo aver vinto il suo secondo premio di Giocatore della Settimana della stagione, Devin Booker ha vinto il suo terzo premio di Giocatore del Mese (Player of the Month Award) in carriera il 1º febbraio 2023, per le sue prestazioni durante tutto il mese di gennaio 2023. Avendo precedentemente vinto il premio sia per febbraio 2021 che per i mesi combinati di ottobre e novembre 2022, Booker ha rotto un precedente pareggio a sei tra lui, Charles Barkley, Kevin Johnson, Shawn Marion, Steve Nash e Amar'e Stoudemire, diventando l'unico leader della franchigia per la maggior parte di questi riconoscimenti nella storia della franchigia. Nelle 16 partite giocate nel gennaio 2023, Booker ha segnato una media di 30,0 punti con il 53,9% di tiri dal campo e il 40,0% di tiri da tre punti, 6,3 assist e 4,3 rimbalzi a partita, portando i Suns a un record di 11–5 per il mese e contribuendo a migliorare la loro classifica entro febbraio 2024, dopo aver chiuso dicembre 2023 con un record di 17–15 appena sopra la media. Booker ha anche raggiunto record precedentemente detenuti da Michael Jordan e Wilt Chamberlain durante le sette partite in trasferta della squadra quel mese.[31]

### All-Star
- Il 25 gennaio 2024, Kevin Durant è stato votato dall'NBA e dai suoi tifosi come uno dei cinque titolari della Western Conference (e uno dei tre titolari frontcourt) per l'NBA All-Star Game 2024. Questo lo porta al settimo posto assoluto per numero di convocazioni All-Star con 14 selezioni All-Star nella storia dell'NBA, insieme ad altri grandi della NBA come Jerry West, Michael Jordan, Karl Malone e Dirk Nowitzki. Questa è anche la sua prima selezione ufficiale per l'All-Star Game come titolare mentre giocava con i Phoenix Suns (mentre si era unito alla squadra la scorsa stagione, ha ufficialmente partecipato all'NBA All-Star Game 2023 come membro dei Brooklyn Nets, inoltre non ha giocato all'evento quell'anno), diventando così il primo titolare ufficiale All-Star della franchigia da quando Steve Nash e Amar'e Stoudemire sono stati entrambi nominati titolari nel 2010.[32] Durant ha messo a segno 18 punti, 5 rimbalzi, 5 assist e 2 palle rubate in 24:51 minuti di gioco da titolare, in una sconfitta senza precedenti per 211-186 per la Western Conference.
- Meno di una settimana dopo, lo stesso giorno in cui Devin Booker ha vinto il premio di Giocatore del Mese gennaio 2023, il 1º febbraio, Devin Booker è stato anche nominato uno dei sette giocatori di riserva All-Star (secondo la decisione degli allenatori NBA) per la Western Conference nell'NBA All-Star Game del 2024. Questa non solo è diventata la sua quarta presenza all'All-Star nelle ultime cinque stagioni, ma si unisce a Connie Hawkins, Paul Westphal, Charles Barkley, Shawn Marion, Amar'e Stoudemire, Walter Davis e Steve Nash come gli unici giocatori dei Suns ad aver avuto almeno quattro convocazioni All-Star durante la sua permanenza nella franchigia.[33] Booker ha ottenuto 15 punti, 7 assist, 4 rimbalzi e 2 palle rubate in 19:05 di gioco, partendo dalla panchina, nella sconfitta della Western Conference per 211-186 contro la Eastern Conference.

### Stagione
- Grayson Allen ha concluso la stagione come leader stagionale nella percentuale di tiri da tre punti con il 46,1% di tiri da tre punti realizzati.[34] È diventato il secondo giocatore dei Suns dietro Craig Hodges (e il primo giocatore a stare con la squadra per un'intera stagione) a guidare la NBA nelle percentuali di tiri da tre punti in una stagione con 445 tentativi di tiro da tre punti.[35]

### Record
- Il 3 marzo 2024, Jusuf Nurkić ha pareggiato il record del 21º secolo per il maggior numero di rimbalzi in una partita nella storia della NBA (stabilito da Kevin Love nel 2010) con 31 rimbalzi nella sconfitta per 118-110 contro gli Oklahoma City Thunder.[36] Ha stabilito questo nuovo record di carriera il giorno dopo essersi infortunato durante la partita della sera precedente a causa di un contatto con il suo compagno di squadra, il nigeriano Josh Okogie.
- Il 1º aprile 2024, Devin Booker ha registrato la sua terza partita consecutiva segnando più di 50 punti contro i New Orleans Pelicans, questa volta segnando 52 punti (incluso il nuovo record di otto triple realizzate in carriera) in una vittoria per 124-111 dopo averne segnati 52 all'inizio della stagione il 19 gennaio 2024, in una vittoria per 123-109 a New Orleans e averne segnati 58 la scorsa stagione il 17 dicembre 2022, in una vittoria per 118-114 a Phoenix. Ha successivamente eguagliato il record di Wilt Chamberlain di tre partite consecutive con più di 50 punti nelle partite con i Philadelphia Warriors contro i Los Angeles Lakers all'inizio della stagione 1961-1962 come unico altro giocatore a registrare un'impresa del genere nella NBA contro un avversario specifico.[37]
- Devin Booker e Kevin Durant sono la terza coppia di compagni di squadra nella storia della NBA (e la prima coppia di compagni di squadra non dei Los Angeles Lakers) a raggiungere una media di oltre 27 punti a partita per tutta la stagione, unendosi a giocatori del calibro di Shaquille O'Neal e Kobe Bryant durante le stagioni 2000-2001 e 2002-2003 e Elgin Baylor e Jerry West durante la stagione 1964-1965.[38][35]

### Record di squadra
- Il 5 gennaio 2024, Grayson Allen ha eguagliato gli ex giocatori dei Suns Quentin Richardson, Channing Frye, Aron Baynes, Cameron Johnson e Landry Shamet per il record di franchigia per il maggior numero di triple realizzate in una singola partita, con 9 nella vittoria per 113-97 sui Miami Heat.[39]
  - Undici giorni dopo, Grayson Allen ha pareggiato il record con 9 triple realizzate per 27 punti segnati in una partita storica in cui i Suns hanno attuato una rimonta di 22 punti nel quarto quarto e una rimonta di 32-8 verso la fine della partita per sorprendere i Sacramento Kings e vincere 119-117 in casa.[40]
  - Il 20 marzo 2024, Grayson Allen ha giocato la sua terza partita della stagione in cui ha pareggiato il record di franchigia di 9 triple realizzate con 32 punti realizzati in una vittoria per 115-102 sui Philadelphia 76ers in una notte che ha anche visto Kevin Durant superare l'ex giocatore dei Suns Shaquille O'Neal per l'ottavo maggior numero di punti segnati nella NBA e ha visto Isaiah Thomas tornare ufficialmente ai Suns.[41]
- Il 21 gennaio 2024, Kevin Durant è diventato il primo giocatore nella storia della franchigia a segnare 40 punti in una partita senza effettuare nemmeno un tiro libero.
- Il 3 marzo 2024, Jusuf Nurkić ha battuto il record di franchigia per il maggior numero di rimbalzi catturati in una singola partita per i Suns, con 31 nella sconfitta per 118-110 contro gli Oklahoma City Thunder. Il precedente record di franchigia era di 27, stabilito da Tyson Chandler nel gennaio 2016.[36]

### Traguardi
- Il 31 ottobre 2023, Kevin Durant ha superato Hakeem Olajuwon, diventando il 12º miglior marcatore di tutti i tempi della NBA.[42] Quella sera, Durant ha messo a segno 26 punti, il massimo della squadra, in una sconfitta a sorpresa per 115-114 contro i San Antonio Spurs.
- Il 21 novembre 2023, Kevin Durant ha anche superato Elvin Hayes, raggiungendo l'11º posto nella classifica dei migliori marcatori di tutti i tempi della NBA.[43] Durant ha messo a segno 31 punti durante una partita dell'In-Season Tournament, dove hanno vinto per 120-107 contro l'ex compagno bahamese Deandre Ayton e i Portland Trail Blazers.
- Il 1º dicembre 2023, Kevin Durant ha superato Moses Malone ed è entrato nella top 10 dei migliori marcatori di tutti i tempi.[44] Quella sera, Durant ha realizzato una doppia doppia da 30 punti e 11 assist nella sconfitta per 119-111 contro i campioni in carica dei Denver Nuggets.
- Il 23 febbraio 2024, Kevin Durant ha sorpassato Carmelo Anthony, piazzandosi al nono posto nella classifica marcatori di tutti i tempi della NBA.[45] Durant lo ha superato all'inizio dell'ultimo quarto con un tiro libero, concludendo poi la partita con una doppia doppia da 28 punti e 11 rimbalzi nella sconfitta per 114-110 contro gli Houston Rockets, che ha visto anche il suo compagno di squadra, Bol Bol, ottenere i massimi stagionali di 25 punti e 14 rimbalzi dalla panchina nella stessa partita.
- Il 20 marzo 2024, Kevin Durant ha superato l'ex giocatore dei Suns Shaquille O'Neal per finire la stagione all'ottavo posto nella classifica dei migliori marcatori di tutti i tempi della NBA.[46] Durant ha superato O'Neal con un tiro in sospensione dalla media distanza a 10:22 nel terzo quarto e in seguito avrebbe finito la notte con 22 punti segnati in una vittoria per 115-102 sui Philadelphia 76ers in una notte che ha anche visto Grayson Allen eguagliare il suo record personale (e record di franchigia) per il maggior numero di triple realizzate in una singola partita per la terza partita in questa stagione e ha visto il ritorno ufficiale di Isaiah Thomas con i Suns.

### Traguardi della squadra
- Il 13 febbraio 2024, Devin Booker ha superato il centro di lunga data dei Suns Alvan Adams diventando il secondo giocatore dei Suns con il punteggio più alto nella storia della franchigia, raggiungendo un record di 13.918 punti alla fine della vittoria dei Suns per 130-125 sui Sacramento Kings.[47] Aveva prima pareggiato il record di Adams realizzando un tiro decisivo che ha dato a Phoenix il vantaggio definitivo con 2:37 rimasti nel quarto quarto, prima di espandere il vantaggio della squadra pochi istanti dopo con un altro tiro in sospensione da media distanza per superare Adams con 2:16 rimasti alla fine della partita.[48]

## Mercato

### Scambi
| 24.6.2023 | Scambi a tre squadre | Scambi a tre squadre |
| 24.6.2023 | Phoenix Suns Bradley Beal (da Washington) Jordan Goodwin (da Washington) Isaiah Todd (da Washington) | Indiana Pacers Diritti al draft per la scelta numero 8 Jarace Walker (da Washington) Scelta 2º giro Draft 2028 (da Phoenix) Scelta 2º giro Draft 2029 (da Washington) |
| 24.6.2023 | Wash. Wizards Chris Paul (da Phoenix) Landry Shamet (da Phoenix) Diritti al draft per la scelta numero 7 Bilal Coulibaly (da Indiana) Diritto di scambiare la scelta del 1º giro Draft 2024 con Phoenix Diritto di scambiare la scelta del 1º giro Draft 2026 con Phoenix Diritto di scambiare la scelta del 1º giro Draft 2028 con Phoenix Diritto di scambiare la scelta del 1º giro Draft 2030 con Phoenix Scelta 2º giro Draft 2024 (da Phoenix) Scelta 2º giro Draft 2025 (da Phoenix) Scelta 2º giro Draft 2026 (da Phoenix) Scelta 2º giro Draft 2027 (da Phoenix) Scelta 2º giro Draft 2030 (da Phoenix) Corrispettivo in contanti (da Phoenix) | |
| 11.7.2023 | Phoenix Suns Scelta 2º giro Draft 2025 (da New Orleans) Scelta 2º giro Draft 2028 (da Memphis) Scelta 2º giro Draft 2029 (da Memphis) | Memphis Grizzlies Isaiah Todd Diritto di scambiare la scelta del 1º giro Draft 2024 con Phoenix Diritto di scambiare la scelta del 1º giro Draft 2030 con Phoenix     |
| 17.7.2023 | Phoenix Suns Scelta 2º giro Draft 2024 (da Denver) Scelta 2º giro Draft 2026 (da Detroit, Milwaukee o Orlando) Scelta protetta 2º giro della Top-45 Draft 2028 (da Boston) | Orlando Magic Diritto di scambiare la scelta del 1º giro Draft 2026 con Phoenix                                                                                       |
| 17.7.2023 | Phoenix Suns Scelta fortemente protetta del 2º giro Draft 2024 Eccezione per giocatore scambiato da 6,5 milioni di dollari | San Antonio Spurs Cameron Payne Scelta 2º giro Draft 2025 (da New Orleans) Corrispettivo in contanti                                                                  |
| 27.9.2023 | | |
| Scambi a tre squadre | | |
| Phoenix Suns Grayson Allen (da Milwaukee) Jusuf Nurkić (da Portland) Nassir Little (da Portland) Keon Johnson (da Portland) | Portland T. Blazers Deandre Ayton (da Phoenix) Toumani Camara (da Phoenix) Jrue Holiday (da Milwaukee) Diritto di scambiare la scelta del 1º giro Draft 2028 con Milwaukee Diritto di scambiare la scelta 1º giro Draft 2030 con Milwaukee | |
| Milwaukee Bucks Damian Lillard (da Portland) | | |
| 8.2.2024 | | |
| Scambi a tre squadre | | |
| Phoenix Suns Royce O'Neale (da Brooklyn) David Roddy (da Brooklyn) | Memphis Grizzlies Yūta Watanabe (da Phoenix) Chimezie Metu (da Phoenix) Diritto di scambiare la scelta del 1º giro Draft 2026 con l'opzione meno costosa tra Phoenix, Orlando e Washington | |
| Brooklyn Nets Keita Bates-Diop (da Phoenix) Jordan Goodwin (da Phoenix) Scelta 2º giro Draft 2026 (da Phoenix tramite Detroit, Milwaukee o Orlando) Scelta 2º giro Draft 2028 (da Phoenix tramite Memphis) Scelta 2º giro Draft 2029 (da Phoenix tramite Memphis) Diritti Draft a Vanja Marinković (da Memphis) | | |

### Free Agency

#### Rinnovi
| Data      | Giocatore     | Ref.                                                              |
| --------- | ------------- | ----------------------------------------------------------------- |
| 7.7.2023  | Damion Lee    | 2 anni - $ 5.373.575                                              |
| 11.7.2023 | Josh Okogie   | 2 anni - $ 5.772.671                                              |
| 13.7.2023 | Saben Lee     | Contratto Two-Way - $ 559.782                                     |
| 30.3.2024 | Isaiah Thomas | 10 giorni (2º contratto) - $ 183.704                              |
| 9.4.2024  | Isaiah Thomas | resto della stagione (10 giorni > contratto standard) - $ 110.222 |
| 15.4.2024 | Grayson Allen | 4 anni - $ 70 milioni                                             |

#### Acquisti
| Data       | Giocatore        | Contratto                     | Provenienza                          |
| ---------- | ---------------- | ----------------------------- | ------------------------------------ |
| 4.7.2023   | Keita Bates-Diop | 2 anni - $ 5.001.258          | San Antonio Spurs                    |
| 4.7.2023   | Drew Eubanks     | 2 anni - $ 5.001.258          | Portland T. Blazers                  |
| 4.7.2023   | Chimezie Metu    | 1 anno - $ 2.346.614          | Sacramento Kings                     |
| 4.7.2023   | Yūta Watanabe    | 2 anni - $ 5.001.258          | Brooklyn Nets                        |
| 6.7.2023   | Eric Gordon      | 2 anni - $ 6.552.719          | L.A. Clippers                        |
| 19.7.2023  | Bol Bol          | 1 anno - $ 2.010.706          | Orlando Magic                        |
| 8.8.2023   | Udoka Azubuike   | Contratto Two-Way - $ 559.782 | Utah Jazz                            |
| 17.12.2023 | Théo Maledon     | Contratto Two-Way - $ 559.782 | Charlotte Hornets / Greens. Swarm    |
| 20.2.2024  | Thaddeus Young   | 1 anno - $ 1.010.371          | Toronto Raptors / Brooklyn Nets      |
| 4.3.2024   | Ish Wainright    | Contratto Two-Way - $ 135.120 | Portland T. Blazers / Rip City Remix |
| 20.3.2024  | Isaiah Thomas    | 10 giorni - $ 183.704         | S.L.C. Stars                         |

#### Cessioni
| Data       | Giocatore        | Motivo                                    | Nuova squadra(e)                                         |
| ---------- | ---------------- | ----------------------------------------- | -------------------------------------------------------- |
| 19.6.2023  | Jonah Bolden     | Free agent senza restrizioni              | Sydney Kings                                             |
| 24.6.2023  | Chris Paul       | Scambiato                                 | Wash. Wizards / G.S. Warriors                            |
| 24.6.2023  | Landry Shamet    | Scambiato                                 | Wash. Wizards                                            |
| 6.7.2023   | Jock Landale     | Free agent senza restrizioni              | Houston Rockets                                          |
| 11.7.2023  | Isaiah Todd      | Scambiato                                 | Memphis Grizzlies / G League Ignite                      |
| 16.7.2023  | Darius Bazley    | Rilasciato / Free agent senza restrizioni | Brooklyn Nets / Del. Blue Coats                          |
| 16.7.2023  | Torrey Craig     | Rilasciato / Free agent senza restrizioni | Chicago Bulls                                            |
| 17.7.2023  | Cameron Payne    | Scambiato                                 | San Antonio Spurs / Milwaukee Bucks / Philadelphia 76ers |
| 27.9.2023  | Deandre Ayton    | Scambiato                                 | Portland T. Blazers                                      |
| 27.9.2023  | Toumani Camara   | Scambiato                                 | Portland T. Blazers                                      |
| 21.10.2023 | Ish Wainright    | Rilasciato                                | Portland T. Blazers / Rip City Remix                     |
| 1.11.2023  | Keon Johnson     | Rilasciato                                | Brooklyn Nets / Long Island Nets                         |
| 2.11.2023  | Bismack Biyombo  | Rilasciato / Free agent senza restrizioni | Memphis Grizzlies / Oklahoma Thunder                     |
| 1.12.2023  | Terrence Ross    | Rilasciato / Free agent senza restrizioni | — (Ritirato)                                             |
| 8.2.2024   | Keita Bates-Diop | Scambiato                                 | Brooklyn Nets                                            |
| 8.2.2024   | Chimezie Metu    | Scambiato                                 | Memphis Grizzlies / Detroit Pistons                      |
| 8.2.2024   | Yūta Watanabe    | Scambiato                                 | Memphis Grizzlies                                        |
| 8.2.2024   | Jordan Goodwin   | Scambiato                                 | Brooklyn Nets / Memphis Grizzlies                        |
| 6.3.2024   | T.J. Warren      | Free agent senza restrizioni              | Minnesota T'wolves                                       |
| 11.3.2024  | Théo Maledon     | Rinuncia al contratto Two-Way             | S. Falls Skyforce                                        |

## Statistiche

### Statistiche di squadra
| Competizione      | In casa | In casa | In casa | In casa | In casa | In trasferta | In trasferta | In trasferta | In trasferta | In trasferta | Totale | Totale | Totale | Totale | Totale | Totale |
| Competizione      | G       | V       | P       | Ptf     | Pts     | G            | V            | P            | Ptf          | Pts          | G      | V      | P      | Ptf    | Pts    | Diff.  |
| ----------------- | ------- | ------- | ------- | ------- | ------- | ------------ | ------------ | ------------ | ------------ | ------------ | ------ | ------ | ------ | ------ | ------ | ------ |
| Stagione regolare | 41      | 25      | 16      | 4749    | 4626    | 41           | 24           | 17           | 4783         | 4655         | 82     | 49     | 33     | 9532   | 9281   | +251   |
| Playoff           | 2       | 0       | 2       | 225     | 248     | 2            | 0            | 2            | 188          | 225          | 4      | 0      | 4      | 413    | 473    | -60    |
| Totale            | 43      | 25      | 18      | 4974    | 4874    | 43           | 24           | 19           | 4971         | 4890         | 86     | 49     | 37     | 9945   | 9754   | +191   |

### Statistiche individuali

#### Stagione regolare
|               |    |      |    |      | Tiri da 2 | Tiri da 2 | Tiri da 2 | Tiri da 3 | Tiri da 3 | Tiri da 3 | Tiri liberi | Tiri liberi | Tiri liberi | Rimbalzi | Rimbalzi | Rimbalzi | Palle | Palle |     |      |      |      |
| Giocatore     | PG | PUN  | SF | MIN  | R         | T         | %         | R         | T         | %         | R           | T           | %           | O        | D        | T        | P     | R     | S   | FC   | Ass  | +/-  |
| ------------- | -- | ---- | -- | ---- | --------- | --------- | --------- | --------- | --------- | --------- | ----------- | ----------- | ----------- | -------- | -------- | -------- | ----- | ----- | --- | ---- | ---- | ---- |
| G. Allen      | 75 | 1014 | 74 | 2513 | 135       | 237       | 57,0      | 205       | 445       | 46,1      | 129         | 147         | 87,8        | 48       | 247      | 295      | 95    | 69    | 45  | 157  | 227  | +262 |
| U. Azubuike   | 16 | 35   | 0  | 113  | 16        | 23        | 69,6      | 0         | 0         | 0         | 3           | 13          | 23,1        | 11       | 21       | 32       | 4     | 1     | 6   | 17   | 3    | -48  |
| K. Bates-Diop | 39 | 174  | 8  | 597  | 44        | 86        | 51,2      | 20        | 64        | 31,3      | 26          | 36          | 72,2        | 30       | 71       | 101      | 13    | 22    | 20  | 33   | 34   | -42  |
| B. Beal       | 53 | 964  | 53 | 1767 | 276       | 500       | 55,2      | 101       | 235       | 43,0      | 109         | 134         | 81,3        | 54       | 178      | 232      | 131   | 52    | 27  | 127  | 265  | +107 |
| B. Bol        | 43 | 223  | 0  | 469  | 71        | 99        | 71,7      | 22        | 52        | 42,3      | 15          | 19          | 78,9        | 32       | 105      | 137      | 19    | 10    | 25  | 42   | 17   | +13  |
| D. Booker     | 68 | 1841 | 68 | 2447 | 490       | 887       | 55,2      | 152       | 418       | 36,4      | 405         | 457         | 88,6        | 56       | 252      | 308      | 178   | 61    | 28  | 206  | 472  | +316 |
| K. Durant     | 75 | 2032 | 75 | 2791 | 583       | 1029      | 56,7      | 168       | 407       | 41,3      | 362         | 423         | 85,6        | 41       | 454      | 495      | 244   | 69    | 91  | 133  | 378  | +291 |
| D. Eubanks    | 75 | 379  | 6  | 1169 | 149       | 250       | 59,6      | 3         | 3         | 100,0     | 72          | 93          | 77,4        | 103      | 219      | 322      | 61    | 27    | 61  | 115  | 63   | -106 |
| J. Goodwin    | 40 | 198  | 0  | 558  | 52        | 113       | 46,0      | 23        | 80        | 28,8      | 25          | 29          | 86,2        | 40       | 77       | 117      | 29    | 23    | 9   | 43   | 78   | -22  |
| E. Gordon     | 68 | 749  | 24 | 1893 | 124       | 221       | 56,1      | 150       | 397       | 37,8      | 51          | 64          | 79,7        | 16       | 106      | 122      | 73    | 66    | 30  | 79   | 139  | +131 |
| S. Lee        | 24 | 71   | 0  | 185  | 18        | 39        | 46,2      | 2         | 16        | 12,5      | 29          | 39          | 74,4        | 9        | 22       | 31       | 8     | 7     | 3   | 13   | 30   | +15  |
| N. Little     | 45 | 152  | 2  | 458  | 36        | 54        | 66,7      | 21        | 70        | 30,0      | 17          | 20          | 85,0        | 14       | 61       | 75       | 14    | 10    | 10  | 39   | 21   | -88  |
| T. Maledon    | 4  | 5    | 0  | 13   | 1         | 4         | 25,0      | 0         | 0         | 0         | 3           | 3           | 100,0       | 0        | 1        | 1        | 3     | 0     | 0   | 3    | 0    | -8   |
| C. Metu       | 37 | 185  | 5  | 448  | 51        | 79        | 64,6      | 15        | 51        | 29,4      | 38          | 43          | 88,4        | 24       | 86       | 110      | 27    | 19    | 9   | 39   | 19   | -37  |
| J. Nurkić     | 76 | 829  | 76 | 2078 | 298       | 537       | 55,5      | 22        | 90        | 24,4      | 167         | 261         | 64,0        | 224      | 613      | 837      | 175   | 81    | 80  | 254  | 301  | +404 |
| R. O'Neale    | 30 | 244  | 8  | 752  | 29        | 57        | 50,9      | 59        | 157       | 37,6      | 9           | 13          | 69,2        | 22       | 134      | 156      | 22    | 27    | 15  | 54   | 82   | +139 |
| J. Okogie     | 60 | 277  | 11 | 960  | 57        | 112       | 50,9      | 29        | 94        | 30,9      | 76          | 102         | 74,5        | 74       | 80       | 154      | 36    | 48    | 24  | 68   | 64   | +6   |
| D. Roddy      | 17 | 22   | 0  | 63   | 9         | 15        | 60,0      | 1         | 8         | 12,5      | 1           | 1           | 100,0       | 2        | 9        | 11       | 3     | 2     | 0   | 4    | 4    | -13  |
| I. Thomas     | 6  | 8    | 0  | 19   | 1         | 6         | 16,7      | 2         | 4         | 50,0      | 0           | 0           | 0           | 0        | 0        | 0        | 0     | 0     | 0   | 0    | 3    | -14  |
| I. Wainright  | 4  | 3    | 0  | 16   | 0         | 2         | 0         | 1         | 4         | 25,0      | 0           | 0           | 0           | 3        | 2        | 5        | 1     | 2     | 0   | 4    | 1    | -4   |
| Y. Watanabe   | 29 | 104  | 0  | 382  | 11        | 22        | 50,0      | 24        | 75        | 32,0      | 10          | 15          | 66,7        | 11       | 34       | 45       | 16    | 9     | 7   | 34   | 10   | -36  |
| T. Young      | 10 | 23   | 0  | 89   | 11        | 20        | 55,0      | 0         | 1         | 0         | 1           | 3           | 33,3        | 17       | 11       | 28       | 4     | 5     | 2   | 11   | 7    | -11  |
| Totale        | 82 | 9532 | –  | –    | 2462      | 4392      | 56,1      | 1020      | 2671      | 38,2      | 1548        | 1915        | 80,8        | 831      | 2783     | 3614     | 1221  | 610   | 492 | 1475 | 2218 | +251 |

#### Playoff
|            |    |     |    |     | Tiri da 2 | Tiri da 2 | Tiri da 2 | Tiri da 3 | Tiri da 3 | Tiri da 3 | Tiri liberi | Tiri liberi | Tiri liberi | Rimbalzi | Rimbalzi | Rimbalzi | Palle | Palle |    |    |     |     |
| Giocatore  | PG | PUN | SF | MIN | R         | T         | %         | R         | T         | %         | R           | T           | %           | O        | D        | T        | P     | R     | S  | FC | Ass | +/- |
| ---------- | -- | --- | -- | --- | --------- | --------- | --------- | --------- | --------- | --------- | ----------- | ----------- | ----------- | -------- | -------- | -------- | ----- | ----- | -- | -- | --- | --- |
| G. Allen   | 2  | 7   | 2  | 43  | 0         | 0         | 0         | 1         | 5         | 20,0      | 4           | 4           | 100,0       | 2        | 6        | 8        | 3     | 1     | 0  | 4  | 2   | -3  |
| B. Beal    | 4  | 66  | 4  | 154 | 16        | 36        | 44,4      | 10        | 23        | 43,5      | 4           | 5           | 80,0        | 6        | 5        | 11       | 13    | 3     | 1  | 15 | 18  | -51 |
| B. Bol     | 3  | 2   | 0  | 13  | 1         | 3         | 33,3      | 0         | 0         | 0         | 0           | 0           | 0           | 0        | 4        | 4        | 0     | 1     | 0  | 2  | 0   | +1  |
| D. Booker  | 4  | 110 | 4  | 166 | 25        | 45        | 55,6      | 7         | 20        | 35,0      | 39          | 41          | 95,1        | 1        | 12       | 13       | 11    | 7     | 1  | 18 | 24  | -46 |
| K. Durant  | 4  | 107 | 4  | 168 | 32        | 55        | 58,2      | 5         | 12        | 41,7      | 28          | 34          | 82,4        | 1        | 25       | 26       | 10    | 2     | 6  | 8  | 13  | -71 |
| D. Eubanks | 3  | 17  | 0  | 37  | 7         | 12        | 58,3      | 0         | 0         | 0         | 3           | 3           | 100,0       | 0        | 4        | 4        | 2     | 2     | 1  | 6  | 0   | -12 |
| E. Gordon  | 4  | 32  | 0  | 118 | 2         | 11        | 18,2      | 7         | 17        | 41,2      | 7           | 8           | 87,5        | 1        | 6        | 7        | 4     | 5     | 2  | 5  | 5   | -26 |
| N. Little  | 4  | 7   | 0  | 14  | 2         | 2         | 100,0     | 1         | 3         | 33,3      | 0           | 0           | 0           | 0        | 1        | 1        | 0     | 0     | 0  | 2  | 0   | -6  |
| J. Nurkić  | 4  | 31  | 4  | 104 | 13        | 24        | 54,2      | 0         | 2         | 0         | 5           | 11          | 45,5        | 13       | 20       | 33       | 6     | 6     | 6  | 15 | 11  | -40 |
| R. O'Neale | 4  | 20  | 2  | 104 | 1         | 4         | 25,0      | 6         | 18        | 33,3      | 0           | 0           | 0           | 5        | 14       | 19       | 2     | 1     | 0  | 11 | 4   | -46 |
| J. Okogie  | 4  | 14  | 0  | 29  | 4         | 6         | 66,7      | 1         | 3         | 33,3      | 3           | 6           | 50,0        | 0        | 4        | 4        | 2     | 2     | 0  | 7  | 2   | +5  |
| D. Roddy   | 2  | 0   | 0  | 3   | 0         | 0         | 0         | 0         | 0         | 0         | 0           | 0           | 0           | 0        | 0        | 0        | 0     | 0     | 0  | 0  | 0   | +5  |
| I. Thomas  | 1  | 0   | 0  | 4   | 0         | 0         | 0         | 0         | 0         | 0         | 0           | 0           | 0           | 0        | 0        | 0        | 1     | 0     | 0  | 0  | 0   | -5  |
| T. Young   | 1  | 0   | 0  | 4   | 0         | 0         | 0         | 0         | 0         | 0         | 0           | 0           | 0           | 0        | 0        | 0        | 0     | 0     | 0  | 0  | 0   | -5  |
| Totale     | 4  | 413 | –  | –   | 103       | 192       | 51,8      | 38        | 104       | 36,5      | 93          | 112         | 83,0        | 29       | 101      | 130      | 54    | 30    | 17 | 93 | 79  | -60 |